# Ralph Alpher
Ralph Alpher (ur. 3 lutego 1921 w Waszyngtonie, zm. 12 lipca 2007) – amerykański fizyk i kosmolog.
Główne osiągnięcia to współtworzenie teorii Alphera-Bethego-Gamowa z zakresu kosmologii oraz inne prace kosmologiczne. Najlepiej znany z powodu poprawnego przewidzenia odkrycia w 1948 roku resztkowego mikrofalowego promieniowania tła, pozostałości po Wielkim Wybuchu.